# Børge Nagel
Børge Nagel Larsen (25. oktober 1921 i Magleby, Magleby Sogn, Skælskør – 16. marts 2004 i Græse Sogn, Frederikssund), var en dansk modernistisk arkitekt MAA og sammen med Poul Mangor medstifter af tegnestuen Mangor & Nagel. 

## Uddannelse
Børge Nagel blev tømrersvend fra den tekniske skole i Skælskør, 1939 (bestod med UG til sin eksamen), læste til bygningskonstruktør ved Det tekniske Selskabs Skole i København, 1939-1943, gik på Husbygningsteknikum i 1944 og blev uddannet arkitekt ved Kunstakademiets Arkitektskole 1947-1949. Undervejs var han ansat på Christen Borchs tegnestue i hovedstaden 1945-1946.
Børge Nagel og Poul Mangor har siden oprettelsen af den fælles tegnestue haft stor indflydelse på udformningen af det moderne Frederikssund gennem opførelsen af en række boliger, offentlige institutioner, sygehus og rådhus. Børge har endvidere været virksom i byens turistforening og var i 1956 med til at starte Frederikssund Vikingespillene. Hans bygninger præges af en stadig hensyntagen til funktionalitet og brug. I 1955 blev han optaget i Akademisk Arkitektforening og i 1987 modtog han Ridderkorset. Nagel var også en habil kok og kom i Billedbladet i 1973 med artiklen om det Nagelske køkkens specialiteter. 
Børge Nagel var en áf de personer, der fik Frederikssund frem på danmarkskortet som Vikingebyen. Byens tidligere borgmester Knud B. Christoffersen rejste en runesten på Kalvø ved Frederikssund, hvorpå der står: "Frederikssund bad gøre denne sten til Børge: En god mand: Thor vige runer", der på nudansk betyder: "Frederikssund satte denne sten, hvis runetegn beskyttes af Thor, til minde om Børge, en god mand for sin by.
I 1996 udgav Mangor & Nagel Børge Nagel Bogen, der beskrev Børge Nagel og hans liv.

## Familie
Børge Nagel er søn af Gårdejer Bernhard Christian Larsen og hustru Agnes Margrethe Larsen født Christensen. Den 18. maj 1946 i Græse Kirke, bliver han gift med husholdnings- og håndarbejdslærer Karen-Meta Hansen fra Græse (født 2 februar 1919). Børnene Karsten Nagel og Torben Nagel, er nu begge er afdelingsledere for hver deres filial i henholdsvis Roskilde og Frederikssund. Karsten Nagel er desuden også arkitekt.

## Foreninger

### Initiativtager/medstifter af
- Frederikssund Vikingespillene (1951).
- Håndarbejdets Fremme´s afdeling i Frederikssund (1954).
- Den selvejende institution Thorstedlund Kuntshøjskole (1983).
- Den selvejende institution Frederikssund Vikingeplads (1991).

### Formand for
- Frederikssund Vikingespil
- Frederikssund Initiativråd
- Frederikssund Turistforening (1974-1991). (Æresmedlem i 1991).

### Medlem af
- Frederikssund Turistforening (1951-1991).
- Bestyrelsen for Akademisk Arkitektforening's afdeling for Østifterne (1959-1981).
- Frederikssund Byråd (Konservativ), (1962-1970).
- Repræsentantskabet for Den Danske Bank i Frederikssund, (1964-1991).
- Bestyrelsen for Kalvøselskabet i Frederikssund, (1966-1990).
- Bestyrelsen for Frederikssund Erhvervsråd (1981-1988).
- Thorstedlund Kuntshøjskole
- Frederikssund Vikingeplads

## Karriere

### 1948-1950

#### 1948
Børge Nagel og Poul Mangor stifter Mangor og Nagel den 3. juni 1948. De lejer sig ind i Havnegade 8 i Frederikssund.

#### 1949
Mangor og Nagel flytter til nye lokaler på Jernbanegade 3 og de bygger en ejendom med seks lejligheder, hvor Børge og konen flytter ind.

### 1950-1960

#### 1950
Frederikssund-arkitekten Svend Drewes Schrøder dør i en trafikulykke og Mangor og Nagel får som opgave at afslutte nogle af hans værker.

#### 1954
Mangor og Nagel flytter igen til større lokaler, nu i Jernbanegade 7.

#### 1953
Børge bygger det hus, som ham og hans kone har boet i lige siden. 

#### 1956
Den 16. August bragte Ekstrabladet en historie om at Børge Nagel havde planer om at gøre Frederikssund til en satellitby.

#### 1957
I 1957 kom Frederikssund Initiativråd med en brochure om Frederikssund, som Planetby. Børge tegnede mange fabriksbygninger det år.

#### 1958
Efter opfordring fra overingeniør Anders Jacobsen, kontaktede Børge Haldor Topsøe og spurgte ham om han var interesseret i at placere en ny fabrik i Frederikssund. Først foreslog Børge at købe gården Stenhøjgaard, men den faldt ikke i hans smag. Men så faldt han så over Linderupgaard og spurgte ejeren om han så ikke kunne købe Stenhøjgård og så faldt brikkerne på plads.

### 1960-1970

#### 1960
Børge renoverer Frederikssund Torv

#### 1964
Der er så meget fart på i Børges Karriere at konen Karen-Meta siger stop og de finder sommerhuset "Pindalen" ved Høve i Odsherred. Karen-Meta driver et firma der avler bøfler og andet kvæg på ejendommen, i en alder af 91.

## Udvalgte værker
- Falkenborghus, Frederikssund (1952-54)
- Faxe Bryggeri, Fakse (1965-80)
- Hannebjerg Plejehjem, Rungsted Kyst (1968-69)
- Afd. T, Bispebjerg Hospital (1969-71)
- Frederikssund Amtsgymnasium. (1970-72);
- Vildtbanegård, Ishøj (1970-76);
- Kildevæld Sogns Plejehjem, Helsingborggade, København (1973-74)
- Rungsted Statsskole (1973-75)
- Espergærde Gymnasium (1976-78)
- Allerød Gymnasium (1978-80)
- Frederikssund Sygehus, >>Dybendal<< (1978-85)
- boligbebyggelse, El-Biar, Algeriet (1982-84)
- Frederikssund Rådhus (1983-87)

Børge Nagel har tegnet og opført godt 10.000 boliger i sin tid som arkitekt. En række børne-, unge- og ældreinstitutioner, folkeskoler, gymnasier, universitetsbygninger, fabrikker, kontorer, idrætshaller, kulturhuse, kirker, sygehuse og rådhuse.

## Præmier og konkurrencer

### Konkurrencer
- 1. plads i konkurrence om udformning af beredsskabsstation i Roskilde, 1980.
- 2. plads i konkurrence om udformning af Slagelse Sygehus.

### Præmier
- Præmie for godt og smukt byggeri fra Lyngby-Taarbæk Kommune, 1970 og 1971.
- Præmie fra Velux Fonden, 1985 og 1985.
- Præmie fra Frederikssund Kommune for i alt 5 arbejder, 1986, 1989 og 1994.
- Præmie fra Hvidovre Kommune, 1987 og 1996.
- Præmie fra Ølstykke Erhversråd, 1994.
- Præmie fra Lokalhistorisk forening, Hillerød, 1995.